# Джеймс Н. Фрей
Джеймс Н. Фрей (англ. James N. Frey, нар. 15 березня 1943, Сіракузи, штат Нью-Йорк) — американський письменник та викладач креативного письма. Займався написанням як художньої, так і нехудожньої літератури і відомий своєю книгою «Як написати страшенно гарний роман». Автор романів, п'єс та кілька посібників з письменницької майстерності. Крім письма, він читає лекції у школах та на конференціях. 1994 року Фрей був обраний заслуженим учителем року за свої заняття з написання романів у Каліфорнійському університеті в Берклі. Нині Фрей живе у Берклі, штат Каліфорнія.

### Фантастика
- The Last Patriot (1984)
- The Armageddon Game (1985)
- The Elixir (1986)
- Long Way to Die (1987), Edgar Award Nominee
- U.S.S.A. (1987)
- Killing in Dreamland (1988)
- Circle of Death (1988)
- Came a Dead Cat (1991)
- Winter of the Wolves (1992), Literary Guild Selection

### Науково-популярна література: про письмо
- How to Write a Damn Good Novel (1987)
- How to Write a Damn Good Novel, II (1994)
- The Key: How to Write Damn Good Fiction Using the Power of Myth (2000)
- How to Write a Damn Good Mystery (2004)
- How to Write a Damn Good Thriller (2010)